# Walyer
Walyer, eigentlich Tarenorerer, aber auch Montserrat, Tuculillo, oder Walloa genannt (* um 1800; † 5. Juni 1831), war Anführerin einer Rebellengruppe von tasmanischen Aborigines, die aus Männern und Frauen bestand und die britischen Invasoren auf der Insel bekämpfte.

## Biographie

### Frühes Leben
Walyer wurde ca. 1800 in der Nähe von Emu Bay geboren und gehörte dem tasmanischen Volk der Tommeginner an. Sie ist auch bekannt unter dem Namen Tarenorerer oder Tarereenore, der so viel bedeutet wie „Frau eines Robbenfängers“. Die Quellen sind sich allerdings uneins darüber, wie Walyer zu den Robbenfängern kam. Einige berichten, dass sie von den Robbenfängern gefangen wurde. Anderen wiederum ist zu entnehmen, dass sie von einem Stamm tasmanischer Aborigines aus der Region Port Sorell entführt und an britische Robbenfänger verkauft bzw. prostituiert wurde. Walyer nutzte ihre Zeit als Sexsklavin, um die englische Sprache und den Umgang mit Feuerwaffen zu erlernen.

### Widerstandskämpferin
1828 kehrte sie in den Norden Tasmaniens zurück und sammelte eine Gruppe von Frauen und Männern um sich, beseelt von dem Wunsch, sich an den britischen Invasoren und ihren Peinigern zu rächen. Der selbst ernannte Retter der tasmanischen Aborigines, George Augustus Robinson, der eine Vielzahl ethnographischer Fakten überlieferte, beschrieb ihren Hass folgendermaßen: „she liked a luta tawin as she did a black snake“ (dt.: „Ihr Hass auf einen weißen Mann war größer als der auf eine schwarze Schlange“). Unter ihrer Anleitung trainierten die Krieger den Angriff auf die weißen Siedler. Walyer lehrte ihre Anhänger den Umgang mit Gewehren und deren Schwachstellen; so galt es z. B. den Moment des Nachladens des Gewehrs auszunutzen, in dem die Feinde wehrlos waren.
Von George Augustus Robinson ist zu erfahren, dass Walyer von den britischen Robbenfängern als Amazone bezeichnet wurde, die Attacken auf weiße Siedler und ihr Vieh organisierte. Sie beschimpfte die Siedler von einem Hügel aus und forderte sie auf, sich ihr und ihrer Gruppe zu nähern, um sich von ihren Speeren durchbohren zu lassen. Robinson selbst unternahm den Versuch, Walyer in seinem Reservat auf Flinders Island festzusetzen. Walyer und ihre Anhänger konnten Robinsons „Einfangversuche“ jedoch gezielt umgehen; Robinson selbst entkam 1830 nur knapp einer Attacke der tasmanischen Rebellengruppe. Es wird jedoch auch berichtet, dass Walyer wenig zimperlich mit Aborigines konkurrierender Stämme umging. Manchen Quellen ist zu entnehmen, dass sie Angehörige anderer Gruppen tötete.
Doch Walyers Führungsanspruch wurde von Konkurrenten auf der eigenen Seite in Frage gestellt; zusammen mit ihren Schwestern und Brüdern entkam sie nach Port Sorell. Dort wurden sie jedoch von Robbenfängern aufgegriffen, die sie nach Hunter Island und anschließend auf die Whitsunday Islands (auch Bird Island genannt) verschleppten, wo sie „mutton birds“ (deutsch: dunkle Sturmtaucher) und Seerobben fangen sollten. Unter dem Namen „Mary Ann“ wurde sie schließlich mit John Williams, auch bekannt als Norfolk Island Jack, verheiratet. Zusammen mit ihm und anderen Aborigines lebte sie auf Forsyth Island.

### Gefangennahme
Ihr Hass auf die Weißen war nach wie vor ungebrochen. Im Dezember 1830 plante sie einen Anschlag auf einen der Robbenfänger, der jedoch von Robinsons Agenten vereitelt werden konnte. Daraufhin wurde sie nach Swan Island (deutsch: Schwaneninsel) gebracht; ihre Identität konnte schließlich aufgedeckt werden, nachdem sie von ihrem Hund „Whiskey“ und einigen Aborigine-Frauen verraten worden war. Robinson war sehr zufrieden über diesen gelungenen Coup: Seiner Meinung nach würden mit der Festnahme der Rebellin die „barbarischen Umtriebe und Aggressionen“ endlich ein Ende finden; Ruhe und Frieden könnten wieder in den Reservatszonen einkehren. Er beurteilte die Gefangennahme als Glücksfall, durch den die mörderische Karriere dieser Frau gestoppt worden war.
Nach ihrer Ergreifung wurde Walyer von den anderen Aborigines isoliert, da Robinson fürchtete, sie könnte wieder eine Revolte anstacheln. 1831 notierte er in seinem Tagebuch, dass „fast alles Unheil“, das über die verschiedenen Siedlungen gebracht worden war, einzig und allein von Walyer und ihren Kämpfern ausgegangen war.

### Lebensende
Die Quellen sind widersprüchlich. Dem Australian Dictionary zufolge erkrankte Walyer nach ihrem Umzug nach Vansittart Island (damals „Gun Carriage“) an Influenza und verstarb am 5. Juni 1831. Im Probelatter wird stattdessen berichtet, dass Walyer 1832 fliehen konnte und die Gegend erneut mit Terror überzog. Angeblich sei sie schließlich hinterrücks von einem anderen Aborigine mit einem Speer ermordet worden; doch dieser Bericht ist nicht bewiesen.